# Камелия Тодорова
Камѐлия То̀дорова, позната също на английски като Camellia Todorova и Camy Todorow (Кѐми То̀доров) през 80-те и началото на 90-те години на миналия век на Запад, е българска певица и киноактриса.
Сред дългогодишните ѝ музикални сътрудници са Людмил Георгиев, Живко Петров, Ангел Заберски-син, Михаил Йосифов и други. Има съвместни изпълнения с групата „Мингъс Дайнасти“, Милчо Левиев, Алберт Мангелсдорф и Дон Чери. Била е в съвместна програма с изпълнители като Майлс Дейвис, Сара Вон, Били Престън и Луи Белсън.
Почетен гражданин на София от 2021 г.

## Биография и кариера
Камелия Кирилова Тодорова е родена на 21 януари 1954 година в София, България. Родителите ѝ са Стойка Александрова Тодорова, певица в хоровата капела „Светослав Обретенов“, и Кирил Костов Тодоров, преводач и почитател на джаза. Дядо ѝ по бащина линия е Коста Тодоров.
В детска възраст се занимава с балет и художествена гимнастика. У тях се е говорило на френски, но в юношеска възраст Камелия решава сама да започне да учи английски език. От майка си наследява любовта към класическата музика, пластиката и спорта, а от баща си – към чуждите езици, джаза и киното.

### 1970-те години
Завършва Техникум по вътрешна архитектура и дървообработване (1972), следват първите ѝ изяви на сцена като актриса между 1972 и 1975 г. с експерименталната театрална трупа „4+4“ на режисьора Николай Георгиев. Там научава за певческите си способности, затова започва да взима уроци по пеене при Катя Спиридонова, а през 1975, след като затварят театър „4+4“ и не е приета във ВИТИЗ, започва да учи пеене в Естрадния отдел на Националната музикална академия при Ирина Чмихова. Завършва през 1976 г. Повлияна от пианистите Сашо Мирев и Марио Станчев, Камелия се насочва към джаза.
През 1978 г. дебютира на Втория преглед на българските джазови оркестри в зала „Универсиада“ с квинтета на Людмил Георгиев, а година по-късно печели Втора награда на конкурса за млади джаз певци в Люблин, Полша, както и специалната награда на името на Дюк Елингтън. Следват участия с награди на фестивали в Бомбай, Братислава и Варшава, рецитал на джаз фестивала в Малта и участие в шоупрограми на музикалния театър „Фридрихщатпалас“ в Берлин. На фестивала Jazz Yatra („Джаз ятра“) в Бомбай/Мумбай поради липса на съпровождаща група, тя склонява ритмичната секция на Стан Гец да ѝ акомпанира при едно изцяло импровизирано и успешно участие.

### 1980-те години: първи успехи в музиката и киното и заминаването от България
В началото на 80-те години Камелия Тодорова заедно с бигбенда на БНР с диригент Вили Казасян записва успешни поп песни, измежду които: „Не ме гледай така, момче“, „Прошепнати мечти“ и „Да е влюбен този свят“ (последните две често са погрешно смятани съответно за „Летят последните таксита“ и „Чакам те сутрин рано“ заради встъпителните си стихове), които остават запазена марка в репертоара на певицата. През 1980 г. излиза първата ѝ дългосвиреща плоча – „Софийски диксиленд и Камелия Тодорова“. Не след дълго предстои поредица от отличия. Към наградите си за джазови изпълнения прибавя призове от конкурси за поп музика – Голямата награда на „Златният Орфей“ (1980 г.) за песните „Стая на релси“ (музика: Александър Бръзицов, текст: Михаил Белчев) и Maybe This Time („Може би този път“) от филма „Кабаре“), както и Голямата награда на Международния шлагерен фестивал в Дрезден (1982 г.), на който се представя с песента Auf diesen Tag hab' ich gewartet („Очаквах този ден“), позната в българския си вариант като „Откритие“, по музика на Александър Бръзицов и текст на Матей Стоянов.
По това време участва и в няколко успешни български филма. Играе една от главните роли в „Търновската царица“ (1981), участва и в „Монолог за прасенцето“ (1981), „Прилив на нежност“ (1983), който е спрян след заминаването ѝ от България по-късно същата година, и „Бон шанс, инспекторе!“ (1983).
На 4 и 5 юни 1982 г. е сред чуждестранните гости, взели участие в 21-вото издание на фестивала „Словенска попевка“ (в тогавашна Югославия). Печели III награда на международното жури за изпълнение на песен от словенски автор наравно с италианката Росела Каприоли.
През 1983 г. на музикален фестивал в Солун Камелия се среща с бъдещия си съпруг Майкъл Кунстман, решава да се омъжи за него и така от остров Корфу двамата заминават за Италия, като Камелия се представя под името Лилия Марани и боядисва косата си руса, за да не бъде разпозната. На 25 юли 1984 г. се раждат разнояйчните близначки на двойката: Рахел-Лилия и Мириам-Ребека. Камелия подписва договор с музикалната компания Върджин Рекърдс (Великобритания) под артистичното име Camy Todorow (Кеми Тодоров) и през септември на 1985 г. издава първата си сингълова плоча, Bursting at the Seams, записана съвместно с барабаниста на „Куийн“, Роджър Тейлър, в студиото Mountain Studios на групата в Монтрьо, Швейцария. Едноименната 12-инчова плоча включва ремикс на песента, инструментала към нея, както и още една песен – Don't Stop It, I Like It. Сингълът е промотиран в Германия, където на 17 април 1986 г. Камелия участва в музикалното шоу Show & Co. mit Carlo и представя песента. През 1987 г. излиза следващият ѝ сингъл, Chain of Fools, който, подобно на Bursting at the Seams, е издаден на сингълова и на дългосвиреща плоча. От задната страна и на двете плочи е записана песента The Day of the Storm (On the Edge of Paradise), чийто текст е на Камелия.

### 1990-те години: завръщането в България и продължаване на музикалната кариера
След завръщането си в България през 90-те години, Камелия издава няколко студийни албума и участва в разнородни поп и джаз проекти. През 1991 г. е издаден албумът 2 Souls in 1 („Две души в една“) от „Балкантон“, в който са включени синглите ѝ Bursting at the Seams и Chain of Fools и други песни, записани при пребиваването ѝ в Германия. Към повечето от песните са заснети видеоклипове.
През 1994 излиза албумът „Настроение“ с всичките ѝ песни, записани преди заминаването ѝ в чужбина през 80-те години. Заснет е клип към песента „Прошепнати мечти“.
През 1996 излиза „Привличане“, записан съвместно с ФСБ и издаден от музикалната компания „Маркос мюзик“. От него са екранизирани песните „Но дали…“, „Синьо“, „На колене“ и „Самота“.
През 1998 и 1999 г. заедно с Васил Петров и Стефка Оникян участва в юбилейни концерти по повод 100-годишнината от рождението на Джордж Гершуин и Дюк Елингтън, организирани от Людмил Георгиев. През 1998 г. е поканена на първото издание на Международния джаз фестивал в Банско и оттогава редовно присъства в програмата с различни музикални формации. Същата година е пуснат макси сингълът „Докосване“ с версия на английски език. Следващата година е ред на сингъла „Безкрайно“ и на теленовелата „Докосване“ с участието на Камелия и Николай Сотиров в главните роли.

### 2000 – 2009
Новото хилядолетие за Камелия започва с издаването през 2000 г. на албума Pearls („Перли“), включващ джаз песни. През 2003 г. излиза следващият ѝ студиен албум – Pleasure („Удоволствие“) и тя отбелязва своята 25-годишнина на сцената с голям концерт в Националния дворец на културата.
От 2006 г. преподава пеене и вокална техника в Нов български университет в София. На 23 февруари същата година излиза последният ѝ студиен албум – Feels Like…, който се продава със специален брой на списанието „Жената днес“. Към песента I've Got the Music in Me е заснет видеоклип.
През 2008 г. излиза сингълът As One/В едно, написан от дъщеря ѝ Рейчъл, като за българската версия на песента е заснет видеоклип. Същата година певицата е една от дванайсетте звезди в музикалното шоу за дуети с начинаещи изпълнители „Пей с мен“.

### 2010 – настояще
През 2010 г. записва с Любо Киров песента „Искаш ли?“, включена в албума „Любо 2010“. През май 2011 г. получава наградата „Златен век“ от Министерство на културата на България за изключителен принос в областта на българското изкуство. През август същата година се включва в кампанията за изборите на 23 октомври като кандидат за вицепрезидент в двойка с бизнесмена Димитър Куцаров.
На 9 май 2014 г. получава наградата „Ана-Мария Тонкова за БГ вдъхновение“ на Годишните музикални награди на БГ Радио. На 15 септември същата година участва в реалити шоуто „Биг Брадър – Образцов дом“ по Нова телевизия.
На 21 януари 2015 г. издава сингъла „Отначало“ със заснет към него видеоклип по повод рождения си ден. На 14 и 21 юни същата година в предаването „Ателие“ по БНТ 2 и БНТ Свят в два епизода, наречени „Отначало“, тя разказва за творчеството и живота си. На 18 септември изнася концерта „Нощи в бял сатен“ на открито пред двореца „Врана“.
На 18 май 2016 г. изнася концерта „Нощи в бял сатен“ в зала 1 на НДК с участието на Националния филхармоничен хор „Светослав Обретенов“, посветен на споминалия се на 29 март същата година Александър Бръзицов, с когото записва първите песни от репертоара си през 80-те години преди заминаването си в чужбина. На концерта представя за първи път новата си песен „Красив спомен“, написана от дъщеря ѝ Рахел. Концертът е излъчен по БНТ 1 на 27 октомври същата година.
На 13 януари 2017 г. програмният директор на радио „Джаз ФМ“ Светослав Николов организира програмата „Джаз истории“, посветена на българския джаз и в която Камелия е първият гост. В интервю от четири части певицата разказва за живота и кариерата си в подробности. Месец по-късно Камелия и Живко Петров тръгват заедно на турне, наречено „Концертът“, в София, Пловдив, Варна, Шумен, Велико Търново и Габрово. Лятото двамата гостуват на джаз фестивала „Нишвил“ в Ниш, Сърбия, на 20-ото издание на джаз фестивала в Банско, както и на „Аполония“ в Созопол заедно с Орлин Павлов. На 28 и 29 декември изнася два празнични концерта в зала „България“ заедно със Софийската филхармония с диригент Славил Димитров и със специални гости Орлин Горанов и Васил Петров.
През 2018 г. е предвидено да излязат две нови песни с възможни видеоклипове към тях: представената на концерта в зала 1 на НДК през 2016 г. „Красив спомен“ и „Нежно и бавно“.

## Личен живот
Камелия Тодорова се омъжва за Майкъл Кунстман през 1983 година и двамата се установяват в Западна Германия. От брака им се раждат две дъщери – Мириам-Ребека и Рахел-Лилия, родени на 25 юли 1984 година в Мюнхен. След завръщането си в България в началото на 90-те години Камелия включва дъщерите си в свои участия и концерти като беквокалистки, но впоследствие те сами отказват да продължат. Мириам решава да се занимава с музикален мениджмънт, а Рахел завършва Националната музикална академия „Проф. Панчо Владигеров“ със специалност поп и джаз пеене, като от 2006 година работи съвместно с диджея Страхил Велчев, познат под сценичния си псевдоним KiNK, а едва през 2012 г. издава първия си сингъл, Follow the Step, под сценичното име Рейчъл Роу (Роу е съкращение от фамилията Todorow, с която близначките са родени). Рахел се занимава също с писане на песни и текстове – писала е както за майка си, така и за Мария Илиева, Рут Колева, Любо Киров и Сантра. Тя издава общо пет песни: Follow the Step, L Square, Тук и сега, Горещо/студено и Sparks, към които са заснети видеоклипове.

## Дискография
| - 1980 – Софийски диксиленд и Камелия Тодорова - 1991 – 2 Souls in 1 - 1994 – Настроение - 1996 – Привличане - 2000 – Pearls - 2003 – Pleasure - 2006 – Feels Like… - 2007 – Happy Coincidences („Щастливи случайности“) - 1985 – Bursting at the Seams (издаден на 7- и 12-инчова плоча) - 1987 – Chain of Fools (издаден на 7- и 12-инчова плоча) - 1998 – Докосване - 1999 – Безкрайно - 2008 – As One/В едно - 2015 – Отначало - 2018 – Красив спомен | - 1991 – Habitual Things - 1991 – Fast Lane - 1991 – Love Is a War - 1991 – Ain't Nothing like a Heartache - 1991 – Faithless - 1991 – Hope of Glory - 1994 – Прошепнати мечти - 1996 – Но дали… - 1996 – Синьо - 1996 – На колене - 1996 – Самота - 2006 – I've Got the Music in Me - 2008 – В едно - 2015 – Отначало |

## Филмография
| Година | Филми и сериали                 | Серии | Копродукции   | Роля                         |
| ------ | ------------------------------- | ----- | ------------- | ---------------------------- |
| 1970   | „Черните ангели“                | 2     |               |                              |
| 1972   | „Козият рог“                    |       |               |                              |
| 1974   | „Синята лампа“                  | 10    |               | (в 8 с. „Кутия „Слънце““)    |
| 1977   | „Юлия Вревска“                  | 2     | България/СССР |                              |
| 1981   | „Монолог за прасенцето“         |       |               | жената                       |
| 1981   | „Търновската царица“            |       |               | Марина Кольова               |
| 1983   | „Бон шанс, инспекторе!“         |       |               | Жозефина Бикс, заподозряната |
| 1983   | „Прилив на нежност“             |       |               | горската Елена               |
| 1983   | „Фалшификаторът от „Черния кос“ | 3     |               | певицата (в 1 серия: I)      |
| 1987   | „Ева на третия етаж“            |       |               |                              |
| 1990   | „Пасторал“                      |       |               |                              |
| 1999   | „Докосване“                     |       |               | актрисата, певицата          |
|        | „Импресия“                      |       |               |                              |